# Brantford
Brantford és una ciutat canadenca a Ontario, al riu Grand, al sud-est de la província.

## Situació
La ciutat està connectada amb London a l'oest i Hamilton a l'est per la carretera 403 i a Cambridge per la carretera 24.
L’any de la constitució de la ciutat és el 1877.

## Història

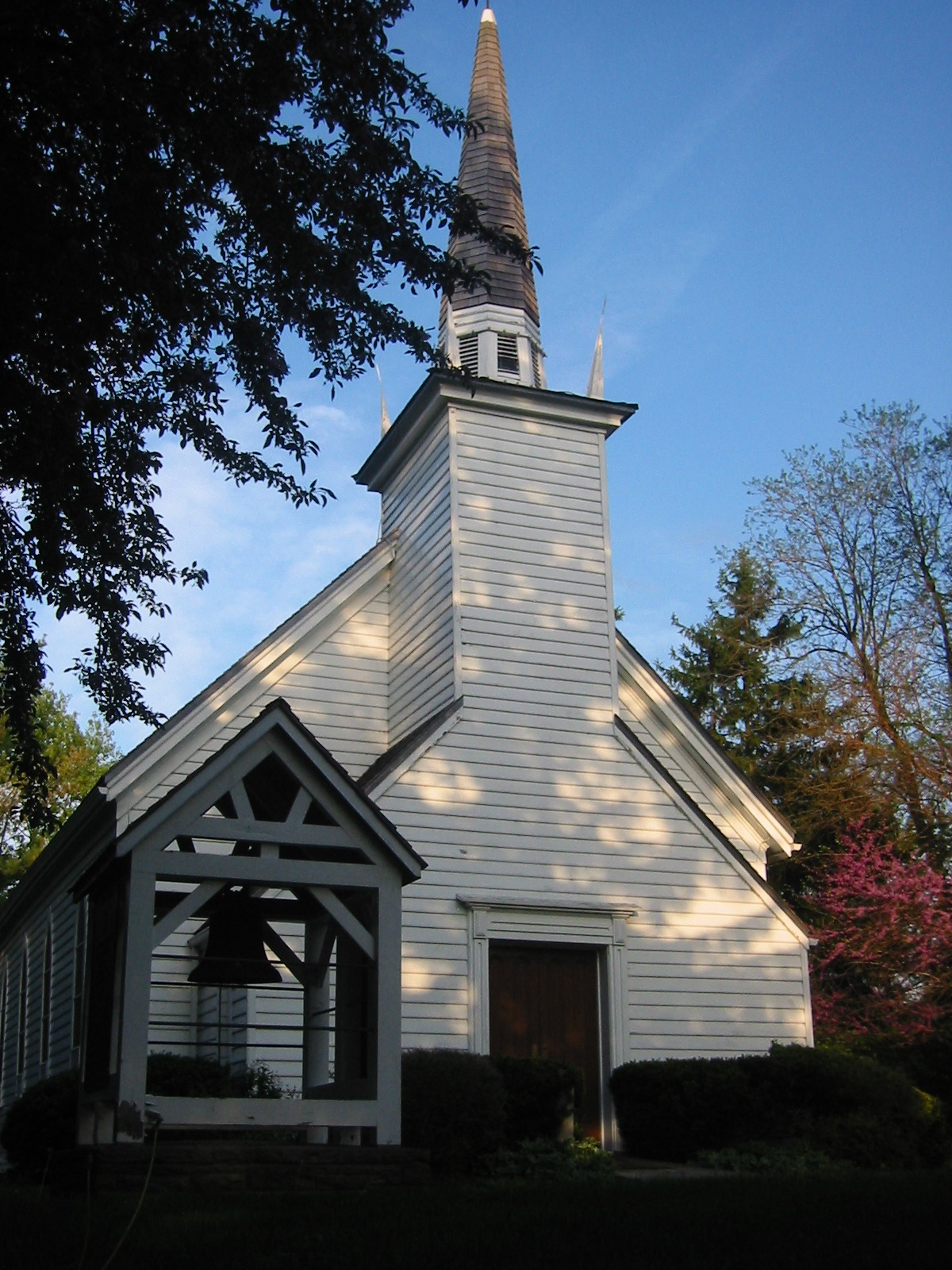
Capella Mohawk que data del 1785

Els neutrals, o Attawandaron, vivien a la vall de la Grande Rivière abans del segle xvii. El segle xix van identificar el seu poble principal, Kandoucho, localitzat al Gran Riu on avui es troba Brantford.
Aquest poble, com la resta dels seus camps, va ser destruït quan els iroquesos van declarar la guerra el 1650 i van exterminar la nació neutral.
El 1784, el capità Joseph Brant i Indis de les Sis Nacions van deixar Nova York per anar cap al Canadà. Com a recompensa per la seva lleialtat a la corona britànica, van rebre drets sobre grans terres, significades per la proclamació del governador Frederick Haldimand, al riu Grand.
El campament Mohawk original es trobava al costat sud de la ciutat actual, en un lloc favorable per a les canoes. El 1847, els colons europeus van començar a establir-se una mica més amunt i van anomenar el poble Brantford.

## Demografia
| 2001  | 2006  | 2011  | 2016  |
| ----- | ----- | ----- | ----- |
| 86417 | 90192 | 93650 | 97496 |

## Topònim
La paraula anglesa " ford " es tradueix per gual, un lloc poc profund en un rierol. El lloc on Brant va travessar el riu Grand va donar el nom original al lloc: Brant's Ford

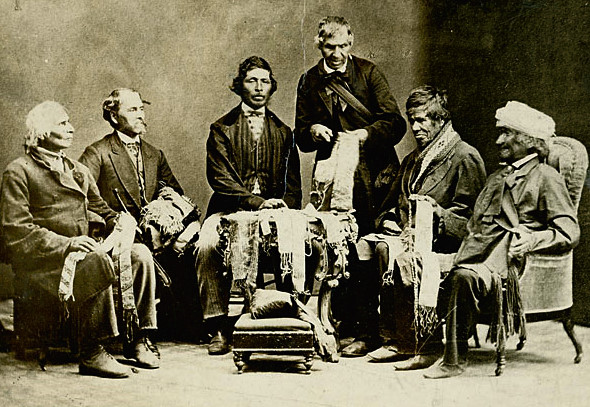
Reunió a Brantford, el 14 de setembre de 1871

## Agermanament
La ciutat de Brantford està agermanada amb:
- Ostrów Wielkopolski (Polònia).

## Personalitats vinculades a Brantford
Aquesta ciutat és la ciutat on van néixer:
- Rob Blake, jugador d’hoquei retirat.
- Wayne Gretzky, jugador d’hoquei retirat.
- Félix Gaudet Mach
- Phil Hartman, actor i humorista canadenc.
- Adam Henrique, jugador d’hoquei.
- Alexander Graham Bell